# Karl Hoffmann
Karl Hoffmann (2 de fevereiro de 1820 – 18 de dezembro de 1895) foi um político suíço. Foi eleito para o Conselho Federal suíço em 1881.
Hoffmann foi eleito Cônsul Federal da Suíça em 22 de fevereiro de 1881, mas recusou o cargo por razões familiares.